# Huitième district congressionnel de Californie
Le 8e district congressionnel de Californie est un district situé en Californie. Depuis 2023, le Démocrate John Garamendi représente le district. Actuellement, le 8e district comprend des parties des comtés de la Bay Area du Comté de Contra Costa et du Comté de Solano, y compris les villes de Vallejo, Fairfield, Richmond et certaines parties de Martinez,.

## Géographie
| #  | Comté        | Siège     | Population |
| -- | ------------ | --------- | ---------- |
| 13 | Contra Costa | Martinez  | 1 161 413  |
| 95 | Solano       | Fairfield | 451 716    |

À partir de 2023, le 8e district congressionnel de Californie a été considérablement modifié, étant désormais situé entre les vallées de Sacramento et de San Joaquin. Il englobe une partie des comtés de Contra Costa et Solano.
Le Comté de Contra Costa est divisé entre ce district et le 10e district. Ils sont divisés par Grizzly Peak Blvd, Seaview Trail, Camino Pablo, Bear Creek Rd, San Pablo Creek, Bear Creek, Brianes Reservoir, Burlington Northern Santa Fe, Highway 4, Alhambra Ave, Pacheco Blvd, Grandview Ave, Central Ave, Imhoff Dr. , Bares Ave, Mount Diablo Creek, Union Pacific, Contra Costa Canal, 4WD Rd, Bailey Rd, James Donlon Blvd, Cambridge Dr, Reseda Way, S Royal links Cir, Carpinteria Dr, Barmouth Dr, Hillcrest Ave, Highway 4 et Highway 160. Le 8e district comprend le côté nord des villes d'Antioch et Martinez, les villes de Pittsburg, Richmond, San Pablo, El Cerrito, Pinole et Hercules et les census-designated places de Kensington, East Richmond Heights, North Richmond, Rollingwood, El Sobrante, Montalvin Manor, Tara Hills, Bayview, Rodeo, Crockett, Port Costa et Bay Point.
Le Comté de Solano est divisé entre ce district et le 4e district. Ils sont divisés par Soda Springs Rd, Union Pacific, Alamo Dr, Leisure Town Rd, Hawkins Rd, Bay Area Exxextric, Shilo Rd, Collinsville Rd et Montezuma Slough. Le 8e district comprend une partie de la ville de Vacaville, l'intégralité des villes de Vallejo, Fairfield, Suisun City et Benicia et les census-designated places de Green Valley et Elmira.

### Villes et census-designated place de 10 000 personnes ou plus
- Vallejo - 126 090
- Fairfield - 119 881
- Richmond - 116 448
- Antioch - 115 291
- Vacaville - 102 386
- Pittsburgh  - 76 416
- Martinez - 37 287
- San Pablo - 32 127
- Suisun City - 29 518
- Benicia - 27 131
- Hercules - 26 016
- El Cerrito - 25 962
- Bay Point - 23 896
- Pinole - 19 022
- El Sobrante - 15 524

### Villes de 2500 à 10 000 personnes
- Rodeo - 9653
- Kensington - 5428
- Tara Hills - 5364
- North Richmond - 4175
- East Richmond Heights - 3460
- Crockett - 3242
- Montalvin Manor - 3099
- Rollingwood - 3015

## Historique de vote
| Année | Poste      | Résultats                       |
| ----- | ---------- | ------------------------------- |
| 1992  | Président  | Clinton 75,6 % - 15,9 %         |
| 1992  | Sénateur   | Feinstein 82,4 % - 14,0 %       |
| 1992  | Sénateur   | Boxer 79,1 % - 16,3 %           |
| 1994  | Gouverneur | Brown (en) 72,1 % - 24,8 %      |
| 1994  | Sénateur   | Feinstein 80,7 % - 13,7 %       |
| 1996  | Président  | Clinton 66,0 % - 18,0 %         |
| 1998  | Gouverneur | Davis 81,8 % - 13,2 %           |
| 1998  | Sénateur   | Boxer 78,0 % - 19,2 %           |
| 2000  | Président  | Gore 76,7 % - 14,6 %            |
| 2000  | Sénateur   | Feinstein 72,6 % - 14,1 %       |
| 2002  | Gouverneur | Davis (D) 66,7 % - 13,9 %       |
| 2003  | Recall,    | Non 81,4 % - 18,6 %             |
| 2003  | Recall,    | Bustamante (en) 64,7 % - 17,8 % |
| 2004  | Président  | Kerry 84,2 % - 14,0 %           |
| 2004  | Sénateur   | Boxer 83,7 % - 11,7 %           |
| 2006  | Gouverneur | Angelides (en) 64,3 % - 27,9 %  |
| 2006  | Sénateur   | Feinstein (D) 80.4 - 7.7%       |
| 2008  | Président  | Barack Obama 85,2 % - 12,4 %    |
| 2010  | Gouverneur | Brown 80,0 % - 16,4 %           |
| 2010  | Sénateur   | Boxer 81,3 % - 14,7 %           |
| 2012  | Président  | Romney 55,6 % - 41,7 %          |
| 2014  | Gouverneur | Kashkari (en) 55,6 % - 41,7 %   |
| 2016  | Président  | Trump 52,3 % - 40,9 %           |
| 2016  | Sénateur   | Harris (D) 55,1 % - 44,9 %      |
| 2018  | Gouverneur | Cox (R) 59,8 % - 40,2 %         |
| 2018  | Sénateur   | de León (en) 54,3 % - 45,7 %    |
| 2020  | Président  | Trump 54,0 % - 43,6 %           |
| 2021  | Recall     | Oui 60,2 % - 39,8%              |
| 2022  | Gouverneur | Newsom 73,9 % - 26,1 %          |
| 2022  | Sénat      | Padilla 75,4 % - 24,6 %         |

## Liste des Représentants du district
| Membre                        | Partie      | Année                            | Congrès     | Histoire électorale | Zone géographique |
| ----------------------------- | ----------- | -------------------------------- | ----------- | --- | --- |
| District créée le 4 mars 1903 |             |                                  |             | | |
| Milton J. Daniels (en)        | Républicain | 4 mars 1903 - 3 mars 1905        | 58e         | Élu en 1902. Retrait. | 1903–1913 Imperial, Inyo, Kern, Orange, Riverside, San Bernardino, San Diego, San Luis Obispo, Santa Barbara, Tulare, Ventura |
| Sylvester C. Smith (en)       | Républicain | 4 mars 1905 - 26 janvier 1913    | 59e - 62e   | Élu en 1904. Réélu en 1906. Réélu en 1908. Réélu en 1910. Décès. | 1903–1913 Imperial, Inyo, Kern, Orange, Riverside, San Bernardino, San Diego, San Luis Obispo, Santa Barbara, Tulare, Ventura |
| Vacant                        | Vacant      | 27 janvier 1913 - 3 mars 1913    | 62e         | | 1903–1913 Imperial, Inyo, Kern, Orange, Riverside, San Bernardino, San Diego, San Luis Obispo, Santa Barbara, Tulare, Ventura |
| Everis A. Hayes (en)          | Républicain | 4 mars 1913 - 3 mars 1919        | 63e - 65e   | Redécoupage depuis le 5e district et réélu en 1912. Réélu en 1914. Réélu en 1916. Perdu sa réélection. | 1913–1933 Monterey, San Benito, San Luis Obispo, San Mateo, Santa Barbara, Santa Clara, Santa Cruz, Ventura                   |
| Hugh S. Hersman (en)          | Démocrate   | 4 mars 1919 - 3 mars 1921        | 66e         | Élu en 1918. Perdu sa réélection. | 1913–1933 Monterey, San Benito, San Luis Obispo, San Mateo, Santa Barbara, Santa Clara, Santa Cruz, Ventura                   |
| Arthur M. Free (en)           | Républicain | 4 mars 1921 - 3 mars 1933        | 67e - 72e   | Élu en 1920. Réélu en 1922. Réélu en 1924. Réélu en 1926. Réélu en 1928. Réélu en 1930. Perds sa réélection. | 1913–1933 Monterey, San Benito, San Luis Obispo, San Mateo, Santa Barbara, Santa Clara, Santa Cruz, Ventura                   |
| John J. McGrath (en)          | Démocrate   | 4 mars 1933 - 3 janvier 1939     | 73e - 75e   | Élu en 1932. Réélu en 1934. Réélu en 1936. Perds sa réélection. | 1933–1943 Monterey, San Benito, San Mateo, Santa Clara, Santa Cruz                                                            |
| Jack Z. Anderson (en)         | Républicain | 3 janvier 1939 - 3 janvier 1953  | 76e - 82e   | Élu en 1938. Réélu en 1940. Réélu en 1942. Réélu en 1944. Réélu en 1946. Réélu en 1948. Réélu en 1950. Retrait. | 1933–1943 Monterey, San Benito, San Mateo, Santa Clara, Santa Cruz                                                            |
| Jack Z. Anderson (en)         | Républicain | 3 janvier 1939 - 3 janvier 1953  | 76e - 82e   | Élu en 1938. Réélu en 1940. Réélu en 1942. Réélu en 1944. Réélu en 1946. Réélu en 1948. Réélu en 1950. Retrait. | 1943–1953 San Benito, San Mateo, Santa Clara, Santa Cruz                                                                      |
| George P. Miller (en)         | Démocrate   | 3 janvier 1953 - 3 janvier 1973  | 83e - 92e   | Redécoupage depuis le 6e district et réélu en 1952. Réélu en 1954. Réélu en 1956. Réélu en 1958. Réélu en 1960. Réélu en 1962. Réélu en 1964. Réélu en 1966. Réélu en 1968. Réélu en 1970. Perds sa renomination.            | 1953–1975 Alameda (extérieur d'Oakland)                                                                                       |
| Pete Stark (en)               | Démocrate   | 3 janvier 1973 - 3 janvier 1975  | 93e         | Élu en 1972. Redécoupage vers le 9e district. | 1953–1975 Alameda (extérieur d'Oakland)                                                                                       |
| Ron Dellums                   | Démocrate   | 3 janvier 1975 - 3 janvier 1993  | 94e - 102e  | Redécoupage depuis le 7e district et réélu en 1974. Réélu en 1976. Réélu en 1978. Réélu en 1980. Réélu en 1982. Réélu en 1984. Réélu en 1986. Réélu en 1988. Réélu en 1990. Redécoupage vers le 9e district.                 | 1975–1983 Alameda (Oakland)                                                                                                   |
| Ron Dellums                   | Démocrate   | 3 janvier 1975 - 3 janvier 1993  | 94e - 102e  | Redécoupage depuis le 7e district et réélu en 1974. Réélu en 1976. Réélu en 1978. Réélu en 1980. Réélu en 1982. Réélu en 1984. Réélu en 1986. Réélu en 1988. Réélu en 1990. Redécoupage vers le 9e district.                 | 1983–1993 Alameda (Oakland), Contra Costa (partie Sud-Ouest)                                                                  |
| Nancy Pelosi                  | Démocrate   | 3 janvier 1993 - 3 janvier 2013  | 103e - 112e | Redécoupage depuis le 5e district et réélu en 1992. Réélu en 1994. Réélu en 1996. Réélu en 1998. Réélu en 2000. Réélu en 2002. Réélu en 2004. Réélu en 2006. Réélu en 2008. Réélu en 2010. Redécoupage vers le 12e district. | 1993–2003 Majorité de San Francisco                                                                                           |
| Nancy Pelosi                  | Démocrate   | 3 janvier 1993 - 3 janvier 2013  | 103e - 112e | Redécoupage depuis le 5e district et réélu en 1992. Réélu en 1994. Réélu en 1996. Réélu en 1998. Réélu en 2000. Réélu en 2002. Réélu en 2004. Réélu en 2006. Réélu en 2008. Réélu en 2010. Redécoupage vers le 12e district. | 2003–2013 Majorité de San Francisco                                                                                           |
| Paul Cook                     | Républicain | 3 janvier 2013 - 7 décembre 2020 | 113e - 116e | Élu en 2012. Réélu en 2014. Réélu en 2016. Réélu en 2018. Démissionne lorsqu'élu au Comité des Superviseurs du Comté de San Bernardino.                                                                                      | 2013–2023 Inyo, Mono, majorité de San Bernardino                                                                              |
| Vacant                        | Vacant      | 7 décembre 2020 - 3 janvier 2021 | 116e        | | 2013–2023 Inyo, Mono, majorité de San Bernardino                                                                              |
| Jay Obernolte                 | Républicain | 3 janvier 2021 - 3 janvier 2023  | 117e        | Élu en 2020. Redécoupage vers le 23e district. | 2013–2023 Inyo, Mono, majorité de San Bernardino                                                                              |
| John Garamendi                | Démocrate   | 3 janvier 2023 - en cours        | 118e - 119e | Redécoupage depuis le 3e district et réélu en 2022. Réélu en 2024. | 2023–en cours parts de Contra Costa et Solano                                                                                 |

## Résultats des récentes élections
Voici les résultats des dix précédents cycles électoraux dans le district.

### 2002
| Élection de 2002 du 8e district congressionnel de Californie | Élection de 2002 du 8e district congressionnel de Californie | Élection de 2002 du 8e district congressionnel de Californie | Élection de 2002 du 8e district congressionnel de Californie | Élection de 2002 du 8e district congressionnel de Californie |
| ------------------------------------------------------------ | ------------------------------------------------------------ | ------------------------------------------------------------ | ------------------------------------------------------------ | ------------------------------------------------------------ |
| Parti                                                        | Parti                                                        | Candidat                                                     | Votes                                                        | %                                                            |
|                                                              | Démocrate                                                    | Nancy Pelosi (sortante)                                      | 127 684                                                      | 79,6                                                         |
|                                                              | Républicain                                                  | G. Michael German                                            | 20 063                                                       | 12,6                                                         |
|                                                              | Vert                                                         | Jay Pond                                                     | 10 033                                                       | 6,2                                                          |
|                                                              | Libertarien                                                  | Dave Kaplan                                                  | 7503                                                         | 4,28                                                         |
|                                                              | Parti Socialiste des Travailleurs                            | Deborah Liatos (write-in)                                    | 2                                                            | 0,0                                                          |
| Total des votes                                              | Total des votes                                              | Total des votes                                              | 160 441                                                      | 100%                                                         |
|                                                              | Les Démocrates conservent                                    |                                                              |                                                              |                                                              |

### 2004
| Élection de 2004 du 8e district congressionnel de Californie | Élection de 2004 du 8e district congressionnel de Californie | Élection de 2004 du 8e district congressionnel de Californie | Élection de 2004 du 8e district congressionnel de Californie | Élection de 2004 du 8e district congressionnel de Californie |
| ------------------------------------------------------------ | ------------------------------------------------------------ | ------------------------------------------------------------ | ------------------------------------------------------------ | ------------------------------------------------------------ |
| Parti                                                        | Parti                                                        | Candidat                                                     | Votes                                                        | %                                                            |
|                                                              | Démocrate                                                    | Nancy Pelosi (sortante)                                      | 224 017                                                      | 83,0                                                         |
|                                                              | Républicain                                                  | Jennifer Depalma                                             | 31 074                                                       | 11,5                                                         |
|                                                              | Vert                                                         | Leilani Dowell                                               | 9527                                                         | 3,5                                                          |
|                                                              | Vert                                                         | Terry Baum (write-in)                                        | 5446                                                         | 2,0                                                          |
| Total des votes                                              | Total des votes                                              | Total des votes                                              | 270 064                                                      | 100%                                                         |
|                                                              | Les Démocrates conservent                                    |                                                              |                                                              |                                                              |

### 2006
| Élection de 2006 du 8e district congressionnel de Californie | Élection de 2006 du 8e district congressionnel de Californie | Élection de 2006 du 8e district congressionnel de Californie | Élection de 2006 du 8e district congressionnel de Californie | Élection de 2006 du 8e district congressionnel de Californie |
| ------------------------------------------------------------ | ------------------------------------------------------------ | ------------------------------------------------------------ | ------------------------------------------------------------ | ------------------------------------------------------------ |
| Parti                                                        | Parti                                                        | Candidat                                                     | Votes                                                        | %                                                            |
|                                                              | Démocrate                                                    | Nancy Pelosi (sortante)                                      | 148 435                                                      | 80,4                                                         |
|                                                              | Républicain                                                  | Mike DeNunzio                                                | 19 800                                                       | 10,8                                                         |
|                                                              | Vert                                                         | Krissy Keefer                                                | 13 653                                                       | 7,4                                                          |
|                                                              | Libertarien                                                  | Philip Zimt Berg                                             | 2751                                                         | 1,4                                                          |
| Total des votes                                              | Total des votes                                              | Total des votes                                              | 184 639                                                      | 100%                                                         |
|                                                              | Les Démocrates conservent                                    |                                                              |                                                              |                                                              |

### 2008
| Élection de 2008 du 8e district congressionnel de Californie | Élection de 2008 du 8e district congressionnel de Californie | Élection de 2008 du 8e district congressionnel de Californie | Élection de 2008 du 8e district congressionnel de Californie | Élection de 2008 du 8e district congressionnel de Californie |
| ------------------------------------------------------------ | ------------------------------------------------------------ | ------------------------------------------------------------ | ------------------------------------------------------------ | ------------------------------------------------------------ |
| Parti                                                        | Parti                                                        | Candidat                                                     | Votes                                                        | %                                                            |
|                                                              | Démocrate                                                    | Nancy Pelosi (sortante)                                      | 204 996                                                      | 71,7                                                         |
|                                                              | Indépendant                                                  | Cindy Sheehan                                                | 46 118                                                       | 16,1                                                         |
|                                                              | Républicain                                                  | Dana Walsh                                                   | 27 614                                                       | 9,7                                                          |
|                                                              | Libertarien                                                  | Philip Zimt Berg                                             | 6504                                                         | 2,3                                                          |
| Total des votes                                              | Total des votes                                              | Total des votes                                              | 285 247                                                      | 100%                                                         |
|                                                              | Les Démocrates conservent                                    |                                                              |                                                              |                                                              |

### 2010
| Élection de 2010 du 8e district congressionnel de Californie | Élection de 2010 du 8e district congressionnel de Californie | Élection de 2010 du 8e district congressionnel de Californie | Élection de 2010 du 8e district congressionnel de Californie | Élection de 2010 du 8e district congressionnel de Californie |
| ------------------------------------------------------------ | ------------------------------------------------------------ | ------------------------------------------------------------ | ------------------------------------------------------------ | ------------------------------------------------------------ |
| Parti                                                        | Parti                                                        | Candidat                                                     | Votes                                                        | %                                                            |
|                                                              | Démocrate                                                    | Nancy Pelosi (sortante)                                      | 167 957                                                      | 80,0                                                         |
|                                                              | Républicain                                                  | John Dennis                                                  | 31 711                                                       | 15,0                                                         |
|                                                              | Paix et Liberté                                              | Gloria La Riva (en)                                          | 5161                                                         | 3,0                                                          |
|                                                              | Libertarien                                                  | Philip Zimt Berg                                             | 4843                                                         | 2,0                                                          |
| Total des votes                                              | Total des votes                                              | Total des votes                                              | 209 672                                                      | 100%                                                         |
|                                                              | Les Démocrates conservent                                    |                                                              |                                                              |                                                              |

### 2012
| Élection de 2012 du 8e district congressionnel de Californie | Élection de 2012 du 8e district congressionnel de Californie | Élection de 2012 du 8e district congressionnel de Californie | Élection de 2012 du 8e district congressionnel de Californie | Élection de 2012 du 8e district congressionnel de Californie |
| ------------------------------------------------------------ | ------------------------------------------------------------ | ------------------------------------------------------------ | ------------------------------------------------------------ | ------------------------------------------------------------ |
| Parti                                                        | Parti                                                        | Candidat                                                     | Votes                                                        | %                                                            |
|                                                              | Républicain                                                  | Paul Cook                                                    | 103 093                                                      | 57,4                                                         |
|                                                              | Républicain                                                  | Gregg Imus                                                   | 76 551                                                       | 42,6                                                         |
| Total des votes                                              | Total des votes                                              | Total des votes                                              | 179 644                                                      | 100%                                                         |
|                                                              | Les Républicains conservent                                  |                                                              |                                                              |                                                              |

### 2014
| Élection de 2014 du 8e district congressionnel de Californie | Élection de 2014 du 8e district congressionnel de Californie | Élection de 2014 du 8e district congressionnel de Californie | Élection de 2014 du 8e district congressionnel de Californie | Élection de 2014 du 8e district congressionnel de Californie |
| ------------------------------------------------------------ | ------------------------------------------------------------ | ------------------------------------------------------------ | ------------------------------------------------------------ | ------------------------------------------------------------ |
| Parti                                                        | Parti                                                        | Candidat                                                     | Votes                                                        | %                                                            |
|                                                              | Républicain                                                  | Paul Cook (sortant)                                          | 77 480                                                       | 67,6                                                         |
|                                                              | Démocrate                                                    | Bob Conaway                                                  | 37 056                                                       | 32,4                                                         |
| Total des votes                                              | Total des votes                                              | Total des votes                                              | 114 536                                                      | 100%                                                         |
|                                                              | Les Républicains conservent                                  |                                                              |                                                              |                                                              |

### 2016
| Élection de 2016 du 8e district congressionnel de Californie | Élection de 2016 du 8e district congressionnel de Californie | Élection de 2016 du 8e district congressionnel de Californie | Élection de 2016 du 8e district congressionnel de Californie | Élection de 2016 du 8e district congressionnel de Californie |
| ------------------------------------------------------------ | ------------------------------------------------------------ | ------------------------------------------------------------ | ------------------------------------------------------------ | ------------------------------------------------------------ |
| Parti                                                        | Parti                                                        | Candidat                                                     | Votes                                                        | %                                                            |
|                                                              | Républicain                                                  | Paul Cook (sortant)                                          | 136 972                                                      | 62,3                                                         |
|                                                              | Démocrate                                                    | Bob Conaway                                                  | 83 035                                                       | 37,7                                                         |
| Total des votes                                              | Total des votes                                              | Total des votes                                              | 220 007                                                      | 100%                                                         |
|                                                              | Les Républicains conservent                                  |                                                              |                                                              |                                                              |

### 2018
| Élection de 2018 du 8e district congressionnel de Californie | Élection de 2018 du 8e district congressionnel de Californie | Élection de 2018 du 8e district congressionnel de Californie | Élection de 2018 du 8e district congressionnel de Californie | Élection de 2018 du 8e district congressionnel de Californie |
| ------------------------------------------------------------ | ------------------------------------------------------------ | ------------------------------------------------------------ | ------------------------------------------------------------ | ------------------------------------------------------------ |
| Parti                                                        | Parti                                                        | Candidat                                                     | Votes                                                        | %                                                            |
|                                                              | Républicain                                                  | Paul Cook (sortant)                                          | 102 415                                                      | 60,0                                                         |
|                                                              | Républicain                                                  | Tim Donnelly                                                 | 68 370                                                       | 40,0                                                         |
| Total des votes                                              | Total des votes                                              | Total des votes                                              | 170 785                                                      | 100%                                                         |
|                                                              | Les Républicains conservent                                  |                                                              |                                                              |                                                              |

### 2020
| Élection de 2020 du 8e district congressionnel de Californie | Élection de 2020 du 8e district congressionnel de Californie | Élection de 2020 du 8e district congressionnel de Californie | Élection de 2020 du 8e district congressionnel de Californie | Élection de 2020 du 8e district congressionnel de Californie |
| ------------------------------------------------------------ | ------------------------------------------------------------ | ------------------------------------------------------------ | ------------------------------------------------------------ | ------------------------------------------------------------ |
| Parti                                                        | Parti                                                        | Candidat                                                     | Votes                                                        | %                                                            |
|                                                              | Républicain                                                  | Jay Obernolte                                                | 158 711                                                      | 56,1                                                         |
|                                                              | Démocrate                                                    | Christine Bubser                                             | 124 400                                                      | 43,9                                                         |
| Total des votes                                              | Total des votes                                              | Total des votes                                              | 283 111                                                      | 100%                                                         |
|                                                              | Les Républicains conservent                                  |                                                              |                                                              |                                                              |

### 2022
La Californie a tenu sa Primaire Jungle le 7 juin 2022, selon ce système de Primaire, tous les candidats sont sur le même bulletin de vote, et les deux arrivés en tête s'affronteront le jour de l'Élection Générale, à savoir le 8 novembre 2022.
| Primaire Jungle 2022 du 8e district congressionnel de Californie | Primaire Jungle 2022 du 8e district congressionnel de Californie | Primaire Jungle 2022 du 8e district congressionnel de Californie | Primaire Jungle 2022 du 8e district congressionnel de Californie | Primaire Jungle 2022 du 8e district congressionnel de Californie |
| ---------------------------------------------------------------- | ---------------------------------------------------------------- | ---------------------------------------------------------------- | ---------------------------------------------------------------- | ---------------------------------------------------------------- |
| Parti                                                            | Parti                                                            | Candidat                                                         | Votes                                                            | %                                                                |
|                                                                  | Démocrate                                                        | John Garamendi (sortant)                                         | 72 333                                                           | 63,2                                                             |
|                                                                  | Républicain                                                      | Rudy Recile                                                      | 23 518                                                           | 20,5                                                             |
|                                                                  | Démocrate                                                        | Cheryl Sudduth                                                   | 11 378                                                           | 9,9                                                              |
|                                                                  | Démocrate                                                        | Christopher Riley                                                | 3926                                                             | 3,4                                                              |
|                                                                  | Démocrate                                                        | Edwin Rutsch                                                     | 3268                                                             | 2,9                                                              |
|                                                                  | Démocrate                                                        | Demnlus Johnson (write-in)                                       | 234                                                              | 0,2                                                              |

| Élection de 2022 du 8e district congressionnel de Californie | Élection de 2022 du 8e district congressionnel de Californie | Élection de 2022 du 8e district congressionnel de Californie | Élection de 2022 du 8e district congressionnel de Californie | Élection de 2022 du 8e district congressionnel de Californie |
| ------------------------------------------------------------ | ------------------------------------------------------------ | ------------------------------------------------------------ | ------------------------------------------------------------ | ------------------------------------------------------------ |
| Parti                                                        | Parti                                                        | Candidat                                                     | Votes                                                        | %                                                            |
|                                                              | Démocrate                                                    | John Garamendi (sortant)                                     | 145 501                                                      | 75,7                                                         |
|                                                              | Républicain                                                  | Rudy Recile                                                  | 46 634                                                       | 24,3                                                         |
| Total des votes                                              | Total des votes                                              | Total des votes                                              | 192 135                                                      | 100%                                                         |
|                                                              | Les Démocrates conservent                                    |                                                              |                                                              |                                                              |

### 2024
| Primaire Jungle 2024 du 8e district congressionnel de Californie | Primaire Jungle 2024 du 8e district congressionnel de Californie | Primaire Jungle 2024 du 8e district congressionnel de Californie | Primaire Jungle 2024 du 8e district congressionnel de Californie | Primaire Jungle 2024 du 8e district congressionnel de Californie |
| ---------------------------------------------------------------- | ---------------------------------------------------------------- | ---------------------------------------------------------------- | ---------------------------------------------------------------- | ---------------------------------------------------------------- |
| Parti                                                            | Parti                                                            | Candidat                                                         | Votes                                                            | %                                                                |
|                                                                  | Démocrate                                                        | John Garamendi (sortant)                                         | 100 193                                                          | 77,0                                                             |
|                                                                  | Républicain                                                      | Rudy Recile                                                      | 29 944                                                           | 23,0                                                             |

| Élection de 2024 du 8e district congressionnel de Californie | Élection de 2024 du 8e district congressionnel de Californie | Élection de 2024 du 8e district congressionnel de Californie | Élection de 2024 du 8e district congressionnel de Californie | Élection de 2024 du 8e district congressionnel de Californie |
| ------------------------------------------------------------ | ------------------------------------------------------------ | ------------------------------------------------------------ | ------------------------------------------------------------ | ------------------------------------------------------------ |
| Parti                                                        | Parti                                                        | Candidat                                                     | Votes                                                        | %                                                            |
|                                                              | Démocrate                                                    | John Garamendi (sortant)                                     | 201 962                                                      | 74,0                                                         |
|                                                              | Républicain                                                  | Rudy Recile                                                  | 71 068                                                       | 26,0                                                         |
| Total des votes                                              | Total des votes                                              | Total des votes                                              | 273 030                                                      | 100%                                                         |
|                                                              | Les Démocrates conservent                                    |                                                              |                                                              |                                                              |